# Južnoe Tušino
Il quartiere Južnoe Tušino (in russo Район Южное Тушино?, Tušino meridionale) è un quartiere di Mosca sito nel Distretto Nord-occidentale.
Insieme a Pokrovskoe-Strešnevo e Severnoe Tušino è uno dei tre quartieri in cui, successivamente alla riforma amministrativa del 1991, è stato suddiviso il territorio di Tušino, centro abitato incluso nel territorio di Mosca nell'agosto del 1960.

## Storia

### Simboli
La bandiera è stata approvata il 12 ottobre 2004.
Ha una proporzione di 2:3 e si presenta composta da due strisce verticali di uguale larghezza, verde e blu, su cui sono rappresentati in giallo un caduceo e un'elica di aeroplano in diagonale.

Il caduceo simboleggia le antiche rotte commerciali che attraversavano il territorio del comune nei secoli XII-XIII e che hanno favorito il rapido sviluppo di questo luogo.

L'elica simboleggia il legame del comune con l'aviazione: l'aeroporto e le attività associate alla flotta aerea. Il colore blu simboleggia sia l'aviazione che le vie d'acqua presenti nel territorio: i fiumi, un bacino idrico e un canale di irrigazione.